# Fight for You
Fight for You è un singolo del cantante statunitense Jason Derulo, il quarto estratto dal secondo album in studio Future History e pubblicato il 23 novembre 2011.
Fight For You è basata su una reinterpretazione del ritornello di un grande successo dei Toto, Africa.

## La canzone
Il brano è stato scritto dallo stesso Jason Derulo con la collaborazione di Stevie Hoang.
Prima di questa versione, il brano era anche stato pubblicato in una versione differente da Stevie Hoang con la collaborazione vocale del cantante solista Iyaz.

## Video musicale
Il video mostra il cantante che balla con la sua ragazza in varie scene, ed è stato caricato su YouTube il 23 novembre 2011.

## Tracce
Download digitale
1. Fight for You – 4:02
2. Fight for You (Suncycle Remix) – 3:34
3. Fight for You (Mync Edit) – 3:25
4. Fight for You (Mync Stadium Dub) – 5:34
5. Fight for You (Mync Stadium Mix) – 5:34

## Classifiche
| Classifica (2011) | Posizione massima |
| ----------------- | ----------------- |
| Australia         | 5                 |
| Danimarca         | 27                |
| Italia            | 21                |